# Brayley (månekrater)
Brayley er et nedslagskrater på Månen. Det befinder sig på Månens forside i den sydvestlige del af Mare Imbrium og er opkaldt efter den engelske geograf Edward W. Brayley (1801 – 1870).
Navnet blev officielt tildelt af den Internationale Astronomiske Union (IAU) i 1935. 
Observation af krateret rapporteredes første gang i 1645 af Michael Florent van Langren.

## Omgivelser
Lige nord for Braileykrateret ligger den slyngede rille Rima Bradley, som har en længde på omkring 240 km og løber nogenlunde i retningen nordøst til sydvest. 

## Karakteristika
Krateret har en cirkulær rand og en lav bakke i centrum. Der er ingen betydende kratere, som ligger over hverken randen eller kraterbunden.

## Satellitkratere
De kratere, som kaldes satellitter, er små kratere beliggende i eller nær hovedkrateret. Deres dannelse er sædvanligvis sket uafhængigt af dette, men de får samme navn som hovedkrateret med tilføjelse af et stort bogstav. På kort over Månen er det en konvention at identificere dem ved at placere dette bogstav på den side af satellitkraterets midte, som ligger nærmest hovedkrateret. Brayleykrateret har følgende satellitkratere:
| Brayley | Længde  | Bredde  | Diameter |
| ------- | ------- | ------- | -------- |
| B       | 20,8° N | 34,3° W | 10 km    |
| C       | 21,4° N | 39,4° W | 9 km     |
| D       | 20,1° N | 32,8° W | 6 km     |
| E       | 21,2° N | 39,7° V | 5 km     |
| F       | 21,1° N | 34,0° V | 5 km     |
| G       | 24,2° N | 36,5° V | 5 km     |
| K       | 21,2° N | 41,7° V | 3 km     |
| L       | 20,9° N | 42,6 V  | 4 km     |
| S       | 25,0° N | 36,7° V | 3 km     |

## Måneatlas
- Billeder af Brayleykrateret i LPI-måneatlasset